# Handwanus
Handwanus (lateinisch Handwanus, Andwanus, russisch Хандван) war ein legendenhafter Fürst von Duna in Hellespont, wahrscheinlich im 8. Jahrhundert.

## Historische Darstellung
Handwanus wird nur in der Gesta Danorum des Saxo Grammaticus erwähnt. Sie berichtet, wie der dänische König Hadding (Hadingus) den König Handwanus von Hellespont in der Burg Duna belagerte.
Um in die Burg zu gelangen, sandte er Vögel mit Feuer, die die Häuser innerhalb der Burgmauern in Brand setzten. Die Bewohner kapitulierten und öffneten die Tore. Handwanus wurde gefangen genommen und musste sich mit Gold freikaufen.
Zu einer späteren Zeit belagerte Frodi, Sohn von Hadding, erneut die Burg. Ihm gelang es wieder durch eine List, sie zu erobern.
Handwanus gab ihm seine Tochter zur Frau, um Frieden herzustellen.